# Taja Bodlaj
Taja Bodlaj, slovenska smučarska skakalka, * 29. maj 2006.
Bodlaj je članica kluba NSK Tržič. Leta 2022 je v Zakopanih osvojila zlato medaljo na ekipni tekmi ter srebrni medalji posamično in na tekmi mešanih ekip svetovnega mladinskega prvenstva, leta 2023 v Whistlerju srebrno medaljo na ekipni tekmi, leta 2024 v Planici pa bronasto medaljo na posamični tekmi, zlato na ekipni in srebrno na tekmi mešanih ekip. V kontinentalnem pokalu je prvič nastopila 12. februarja 2022 v Brotterodeju in zasedla osmo mesto, dan pozneje se je na istem prizorišču s tretjim mestom prvič uvrstila na stopničke. 31. decembra 2022 je debitirala v svetovnem pokalu na tekmi na Ljubnem s 40. mestom. Na olimpijskem festivalu evropske mladine, ki je potekal v Furlaniji - Julijski krajini je Bodlajeva   na posamični tekmi osvojila peto mesto, na ekipni tekmi pa pripomogla k prepričljivi zmagi. 15. decembra 2023 je na tekmi v Engelbergu s 25. mestom prvič osvojila točke svetovnega pokala. 20. januarja je v južnokorejskem Gangwonu priskakala do naslova mladinske olimpijske prvakinje. Dan kasneje, 21. januarja, je skupaj z mešano ekipo osvojila tudi naslov ekipnih mladinskih olimpijskih prvakov. Na domačem mladinskem svetovnem prvenstvu v nordijskem smučanju v Planici je bila na posamični tekmi tretja, v ekipni razvrstitvi pa je dosegla naslov ekipnih svetovnih prvakov.